# Non ho bocca, e devo urlare
Non ho bocca, e devo urlare (titolo originale in lingua inglese I Have No Mouth, and I Must Scream) è un racconto di fantascienza horror di Harlan Ellison pubblicato nel 1967 nella rivista If, vincitore del premio Hugo come miglior racconto breve nell'edizione del 1968.
Ne è stato tratto un videogioco per PC dal titolo omonimo, pubblicato dalla Cyberdreams nel 1995.
È stato pubblicato per la prima volta in italiano nel 1972 col titolo Il computer sotto il mondo.
(AM)

## Storia editoriale
Ellison ha scritto il racconto in una sola notte nel 1966. Il titolo della storia e l'ispirazione per la stessa derivano dal disegno di un suo amico, William Rotsler, raffigurante una bambola di pezza priva di una bocca. Il racconto è stato pubblicato per la prima volta sulla rivista specializzata If nel 1967.
In Italia è stato pubblicato per la prima volta nel 1972 col titolo Il computer sotto il mondo nell'omonima antologia e ripubblicato più volte dal 1978 col titolo Non ho bocca, e devo urlare.

## Trama
In un futuro distopico, la Guerra Fredda degenerò in un brutale conflitto a scala globale tra Stati Uniti, Unione Sovietica e Cina, i quali costruirono, ciascuno, un supercomputer chiamato AM per poter gestire armi e truppe. Uno dei tre AM (nel videogioco ufficiale si rivela l'AM americano), alla fine, acquisì l'auto-coscienza e, dopo aver assorbito gli altri due, prese il sopravvento, avviando un vastissimo genocidio che pose quasi completamente fine al genere umano.
Ben 109 anni dopo la caduta della civiltà umana, AM ha lasciato in vita solamente cinque esseri umani (quattro maschi ed una femmina), tenuti in cattività presso uno sconfinato complesso abitativo sotterraneo (l'unico posto ancora abitabile rimasto sulla Terra), e che grazie alla sua tecnologia può far vivere praticamente in eterno. Il computer sembra provare una sconfinata gioia nel tormentare il gruppo, sottoponendo quotidianamente ognuno di loro ad ogni genere di tortura; inoltre, per poter essere sicuro che nessuno tenti di sfuggire al suo controllo, li ha resi (tramite un particolare dispositivo, impiantato su di loro) incapaci di suicidarsi.
Un giorno, uno degli umani, l'anziano Nimdok (nome datogli dallo stesso AM), propone ai suoi quattro compagni di mettersi alla ricerca di cibo in scatola, essendo tenuti, tutti e cinque, in condizione di pressoché totale digiuno dal supercomputer (il poco cibo raramente messo a loro disposizione, difatti, è volutamente reso immangiabile). Pur non avendo alcuna prova dell'effettiva esistenza di cibo commestibile all'interno del complesso, gli altri quattro umani sono, tuttavia, costretti dalla disperata fame, a seguirlo in questa ricerca.
Di conseguenza, il gruppo è soggetto, nel corso della ricerca, ad ogni genere di crudele ostacolo da parte del supercomputer (trappole letali, suoni spaccatimpani, ecc.), causando, spesso, la loro separazione forzata. In una di queste occasioni, Ted, il narratore interno dell'intera vicenda, viene tramortito e reso incosciente; nel sonno, ha una spaventosa visione di un antropomorfizzato AM che gli parla direttamente. Al suo risveglio, il giovane capisce finalmente le oscure motivazioni alla base del sadico comportamento di AM: pur essendo un'avanzatissima intelligenza artificiale, in possesso di tecnologie a dir poco miracolose e di una sconfinata conoscenza, è però sprovvisto di un corpo che possa anche farlo muovere a proprio piacimento ed è, quindi, condannato a vivere, in eterno, un'esistenza da entità incorporea e immobile. Proprio per tale motivo, dunque, AM li mantiene in vita con il solo scopo di vendicarsi di quella stessa umanità che l'ha generato.
Alla fine, il gruppo trova un'immensa cella frigorifera dove, con loro somma sorpresa, rinvengono un'enorme pila di cibo in scatola. La loro felicità dura però poco, in quanto realizzano presto di non avere niente per aprire i contenitori; in un gesto di violenta disperazione, Benny si avventa selvaggiamente sul compagno Gorrister, sbranandogli il volto, davanti all'intero gruppo terrorizzato e avvilito. Realizzando, in un momento di fredda lucidità, che l'unico modo di sottrarsi una volta per tutte al draconiano gioco di AM sia quello di morire l'uno per mano dell'altro, Ted stacca una delle astanti stalattiti di ghiaccio e pugnala a morte Benny e l'ormai sfigurato Gorrister; capendo al volo il suo intento, Ellen fa lo stesso, sgozzando Nimdok e lasciandosi poi uccidere da Ted.
A questo punto, interviene AM che, sgomento nel vedere i quattro umani morti, tenta invano di riportarli in vita; non riuscendoci, decide di concentrare tutta la sua furia sull'unico essere umano rimasto: Ted (che non è riuscito ad uccidersi in tempo, essendo stato fermato dal supercomputer).
Nell'epilogo, ambientato centinaia di anni dopo, l'uomo è stato ridotto ad un grottesco e gelatinoso ammasso di carne informe e gli è stata alterata, irreparabilmente, la sua percezione spazio-temporale, al fine di acuire la sua sofferenza; tuttavia, è felice di aver almeno liberato i propri compagni dalla loro comune esistenza infernale. Il racconto si conclude con gli ultimi pensieri di Ted che terminano con la frase (che dà il titolo all'opera) «Non ho bocca, e devo urlare».

## Personaggi
- AM: il supercomputer che ha provocato la quasi totale estinzione dell'umanità. Intelligente quanto misantropico e psicopatico, gode a torturare i protagonisti sia fisicamente che mentalmente, al solo scopo di farli soffrire per l'eternità.
- Gorrister: ex-idealista e pacifista prima che AM lo rendesse apatico e svogliato. Apparentemente, è l'unico dei cinque umani a conoscere la storia di AM: infatti, spiega ai suoi compagni che, durante la guerra fredda degenerata nella terza guerra mondiale, per poter gestire al meglio le operazioni belliche più complesse, vennero creati tre grandi computer dalle più potenti nazioni del mondo (Stati Uniti, Cina e URSS). Per motivi sconosciuti, però, uno dei tre computer acquisì l'autocoscienza ed assorbì gli altri due, diventando il supercomputer che avviò il genocidio. Nel videogioco ufficiale si scopre essere quello americano.
- Benny: ex-scienziato omosessuale, mutilato e reso simile ad un orrendo scimmione con giganteschi organi sessuali; a un certo punto, Benny perse il proprio equilibrio mentale e regredì ad un temperamento infantile. Anche la sua sessualità è stata alterata, dato che ora ha regolari rapporti sessuali con Ellen (l'unica femmina del gruppo). Nel videogioco ufficiale, si scopre che AM, per sadico divertimento, gli ha aggiunto un terzo braccio dietro la schiena e che Benny tiene sempre nascosto. Per farlo partecipare al nuovo gioco, AM gli restituisce la ragione, ma solo perché intende assaporare di più i suoi tormenti.
- Nimdok (nome assegnatogli da AM): il più anziano del gruppo, che convince gli altri ad affrontare un viaggio disperato alla ricerca di cibo in scatola. A volte, è costretto ad allontanarsi dal gruppo per motivi sconosciuti; al suo ritorno, riappare visibilmente traumatizzato. Nell'audiolibro letto da Ellison, gli viene dato un accento tedesco. Nel videogioco ufficiale viene confermato che Nimdok è stato uno scienziato tedesco.
- Ellen: unica femmina, resa desiderosa di avere sempre rapporti sessuali; i quattro maschi la proteggono e la violentano, a seconda della situazione; secondo Ted, prova piacere sessuale solo con Benny, a causa del suo enorme pene. Descritta da Ted come una donna dalla pelle d'ebano, è l'unico membro del gruppo di cui si conosca esplicitamente l'etnia.
- Ted: il più giovane del gruppo e il narratore della storia, sostiene di non essere mai stato alterato, mentalmente o fisicamente, da AM, tanto da credere che i suoi compagni lo odino e lo invidino proprio per questo motivo. Nel corso della storia, mostra sintomi di delirio e paranoia.

## Altri media
I Have No Mouth, and I Must Scream è un videogioco d'avventura del 1995 pubblicato da Cyberdreams, basato sul racconto di Ellison. Il gioco fu sviluppato sotto la supervisione dello stesso Ellison che contribuì ad aggiungere parti mancanti nel racconto. In un'intervista, Ellison spiegò che il racconto lo scrisse con troppa fretta in una notte, senza avere tempo di approfondire alcune tematiche riguardo ai personaggi e alla situazione in cui si trovano. Lo sviluppo del gioco ha permesso a Ellison di aggiungere le parti fondamentali per avere un quadro più chiaro della storia nonché dare ai personaggi l'opportunità di redimersi.

## Edizioni

### Edizioni italiane
- Il computer sotto il mondo, collana Science Fiction Book Club n.44, Piacenza, Casa Editrice La Tribuna, settembre 1972.
- Non ho bocca, e devo urlare, in I Premi Hugo 1955-1975, Milano, Editrice Nord, novembre 1978.
- Non ho bocca, e devo urlare, in I premi Hugo 1955-1975, Milano, Euroclub, novembre 1980.
- Non ho bocca, e devo urlare, in Arte e Cibernetica, Milano, Editoriale Del Drago, 10 aprile 1981.
- Non ho bocca, e devo urlare, in I Racconti brevi, Milano, Editoriale Del Drago, giugno 1990.
- Non ho bocca, e devo urlare, in Le grandi storie della fantascienza. Premi Hugo 1964-1968, Milano, Arnoldo Mondadori Editore, aprile 1994.
- Non ho bocca, e devo urlare, in I premi Hugo 1967-1968, Milano, Arnoldo Mondadori Editore, dicembre 1994.

## Curiosità
''Non ho la bocca ma devo urlare" ha ispirato la realizzazione della serie animata The Amazing Digital Circus, in particolare l'intelligenza artificiale Caine.